# 우에쓰 본선
우에쓰 본선(일본어: 羽越本線)은 일본 니가타현 니가타시 아키하구의 니쓰역부터 아키타현 아키타시의 아키타역을 잇는 동일본 여객철도의 간선 철도 노선이다. 이 외에도 일본화물철도의 사카타역부터 사카타코 역까지의 화물지선도 갖춘다.

## 노선 정보
- 관할 · 노선 거리 (영업 거리) : 총 길이 274.4km (지선 포함)
  - 동일본 여객철도
    - 니쓰 역 - 아키타 역 : 271.7km (제 1 종 철도사업자)

  - 일본화물철도
    - 사카타 역 - 사카타코 역 : 2.7km (제 1 종 철도사업자)
    - 니쓰 역 - 아키타 역 : 271.7km (제 2 종 철도사업자)
- 궤간 : 1067mm
- 역 수 : 61
  - 여객 역 : 60 (기 · 종점역 포함)
  - 화물 역 : 1 (여객 병설역을 제외)
    - 우에쓰 본선 소속 역으로 한정한 경우, 니쓰 역과 아키타 역을 제외하면 59역이 된다.
- 복선화 구간 :
  - 시바타 역 - 가나쓰카 역 간
  - 나카조 역 - 히라바야시 역 간
  - 에치고하야카와 역 - 구와가와 역 간
  - 에치고칸가와 역 - 가쓰기 역 간
  - 후야 역 - 고이와가와 역 간
  - 아쓰미 온센 역 - 우젠오야마 역 간
  - 후지시마 역 - 모토타테 역 간
  - 고노우라 역 - 니카호 역 간
  - 니시메 역 - 오리와타리 역 간
  - 미치카와 역 - 시모하마 역 간
- 전철화 구간 :
  - 니쓰 역 - 무라카미 역 간 : 작류 1,500V
  - 무라카미 역 - 아키타 역 간 : 교류 20,000V · 50Hz
  - 사카타 역 - 사카타코 역 간 : 비 전철화
- 폐색방식 : 복선 자동 폐색식 (복선 구간), 단선 자동 폐색식 (단선 구간)
- 최고속도
  - 니쓰 역 - 시바타 역 간 : 95km/h
  - 시바타 역 - 무라카미 역 간 : 우등열차 120km/h, 보통열차 100km/h
  - 무라카미 역 - 이마가와 역 간 : 100km/h
  - 이마가와 역 - 산제 역 간 : 95km/h
  - 산제 역 - 사카타 역 간 : 우등열차 120km/h, 보통열차 100km/h
  - 사카타 역 - 아키타 역 간 : 95km/h
- 운전지령소
  - 니쓰 역 - 사카타 역 간 : 니가타 종합 지령실
  - 사카타 역 - 아키타 역 간 : 아키타 종합 지령실

니쓰 역 - 사카타 역 간은 동일본 여객철도 니가타 지사의 관할, 모토타테 역 - 아키타 역 간은 동일본 여객철도 아키타 지사의 관할이다.

## 역 목록
| 역 이름             | 일본어 이름  | 역간 거리 | 누적 거리 | 접속 노선                                               | 소재지     | 소재지         | 소재지     |
| ------------------- | ------------ | --------- | --------- | ------------------------------------------------------- | ---------- | -------------- | ---------- |
| 니이쓰              | 新津         | -         | 0.0       | 동일본 여객철도 신에쓰 본선 · 반에쓰사이선              | 니가타현   | 니가타시       | 아키하구   |
| 교가세              | 京ヶ瀬       | 6.1       | 6.1       |                                                         | 니가타현   | 아가노시       | 아가노시   |
| 스이바라            | 水原         | 4.1       | 10.2      |                                                         | 니가타현   | 아가노시       | 아가노시   |
| 가미야마            | 神山         | 3.7       | 13.9      |                                                         | 니가타현   | 아가노시       | 아가노시   |
| 쓰키오카            | 月岡         | 3.9       | 17.8      |                                                         | 니가타현   | 시바타시       | 시바타시   |
| 나카우라            | 中浦         | 3.7       | 21.5      |                                                         | 니가타현   | 시바타시       | 시바타시   |
| 시바타              | 新発田       | 4.5       | 26.0      | 동일본 여객철도 하쿠신 선 (무라카미 방면으로 직통 있음) | 니가타현   | 시바타시       | 시바타시   |
| 가지                | 加治         | 4.3       | 30.3      |                                                         | 니가타현   | 시바타시       | 시바타시   |
| 가나즈카            | 金塚         | 5.0       | 35.3      |                                                         | 니가타현   | 시바타시       | 시바타시   |
| 나카조              | 中条         | 3.8       | 39.1      |                                                         | 니가타현   | 다이나이시     | 다이나이시 |
| 히라키다            | 平木田       | 5.6       | 44.7      |                                                         | 니가타현   | 다이나이시     | 다이나이시 |
| 사카마치            | 坂町         | 3.3       | 48.0      | 동일본 여객철도 요네사카 선                             | 니가타현   | 무라카미시     | 무라카미시 |
| 히라바야시          | 平林         | 3.6       | 51.6      |                                                         | 니가타현   | 무라카미시     | 무라카미시 |
| 이와후네마치        | 岩船町       | 3.6       | 55.2      |                                                         | 니가타현   | 무라카미시     | 무라카미시 |
| 무라카미            | 村上         | 4.2       | 59.4      |                                                         | 니가타현   | 무라카미시     | 무라카미시 |
| 마지마              | 間島         | 7.1       | 66.5      |                                                         | 니가타현   | 무라카미시     | 무라카미시 |
| 에치고하야카와      | 越後早川     | 4.9       | 71.4      |                                                         | 니가타현   | 무라카미시     | 무라카미시 |
| 구와가와            | 桑川         | 6.9       | 78.3      |                                                         | 니가타현   | 무라카미시     | 무라카미시 |
| 이마가와            | 今川         | 4.3       | 82.6      |                                                         | 니가타현   | 무라카미시     | 무라카미시 |
| 에치고칸가와        | 越後寒川     | 4.9       | 87.5      |                                                         | 니가타현   | 무라카미시     | 무라카미시 |
| 가쓰기              | 勝木         | 5.3       | 92.8      |                                                         | 니가타현   | 무라카미시     | 무라카미시 |
| 후야                | 府屋         | 3.1       | 95.9      |                                                         | 니가타현   | 무라카미시     | 무라카미시 |
| 네즈가세키          | 鼠ヶ関       | 5.1       | 101.0     |                                                         | 야마가타현 | 쓰루오카시     | 쓰루오카시 |
| 고이와가와          | 小岩川       | 4.4       | 105.4     |                                                         | 야마가타현 | 쓰루오카시     | 쓰루오카시 |
| 아쓰미온센          | あつみ温泉   | 4.4       | 109.8     |                                                         | 야마가타현 | 쓰루오카시     | 쓰루오카시 |
| 이라가와            | 五十川       | 5.9       | 115.7     |                                                         | 야마가타현 | 쓰루오카시     | 쓰루오카시 |
| 고바토              | 小波渡       | 4.4       | 120.1     |                                                         | 야마가타현 | 쓰루오카시     | 쓰루오카시 |
| 산제                | 三瀬         | 3.1       | 123.2     |                                                         | 야마가타현 | 쓰루오카시     | 쓰루오카시 |
| 우젠미즈사와        | 羽前水沢     | 5.7       | 128.9     |                                                         | 야마가타현 | 쓰루오카시     | 쓰루오카시 |
| 우젠오야마          | 羽前大山     | 4.5       | 133.4     |                                                         | 야마가타현 | 쓰루오카시     | 쓰루오카시 |
| 니시쓰루오카 신호장 | 西鶴岡信号場 | -         | 136.6     |                                                         | 야마가타현 | 쓰루오카시     | 쓰루오카시 |
| 쓰루오카            | 鶴岡         | 6.0       | 139.4     |                                                         | 야마가타현 | 쓰루오카시     | 쓰루오카시 |
| 마쿠노우치 신호장   | 幕ノ内信号場 | -         | 142.6     |                                                         | 야마가타현 | 쓰루오카시     | 쓰루오카시 |
| 후지시마            | 藤島         | 6.6       | 146.0     |                                                         | 야마가타현 | 쓰루오카시     | 쓰루오카시 |
| 니시부쿠로          | 西袋         | 5.1       | 151.1     |                                                         | 야마가타현 | 히가시타가와군 | 쇼나이정   |
| 아마루메            | 余目         | 3.6       | 154.7     | 동일본 여객철도 리쿠우사이 선                           | 야마가타현 | 히가시타가와군 | 쇼나이정   |
| 기타아마루메        | 北余目       | 2.7       | 157.4     |                                                         | 야마가타현 | 히가시타가와군 | 쇼나이정   |
| 사고시              | 砂越         | 3.0       | 160.4     |                                                         | 야마가타현 | 사카타시       | 사카타시   |
| 히가시사카타        | 東酒田       | 3.3       | 163.7     |                                                         | 야마가타현 | 사카타시       | 사카타시   |
| 사카타              | 酒田         | 3.2       | 166.9     | 일본화물철도 우에쓰 본선 화물 지선 (사카타코 역 방면)   | 야마가타현 | 사카타시       | 사카타시   |
| 모토타테            | 本楯         | 6.4       | 173.3     |                                                         | 야마가타현 | 사카타시       | 사카타시   |
| 미나미초카이        | 南鳥海       | 2.6       | 175.9     |                                                         | 야마가타현 | 사카타시       | 사카타시   |
| 유자                | 遊佐         | 3.2       | 179.1     |                                                         | 야마가타현 | 아쿠미군       | 유자정     |
| 후쿠라              | 吹浦         | 7.0       | 186.1     |                                                         | 야마가타현 | 아쿠미군       | 유자정     |
| 메가                | 女鹿         | 3.6       | 189.7     |                                                         | 야마가타현 | 아쿠미군       | 유자정     |
| 고사가와            | 小砂川       | 5.1       | 194.8     |                                                         | 아키타현   | 니카호시       | 니카호시   |
| 가미하마            | 上浜         | 3.7       | 198.5     |                                                         | 아키타현   | 니카호시       | 니카호시   |
| 기사카타            | 象潟         | 4.9       | 203.4     |                                                         | 아키타현   | 니카호시       | 니카호시   |
| 고노우라            | 金浦         | 5.8       | 209.2     |                                                         | 아키타현   | 니카호시       | 니카호시   |
| 니카호              | 仁賀保       | 5.5       | 214.7     |                                                         | 아키타현   | 니카호시       | 니카호시   |
| 데토 신호장         | 出戸信号場   | -         | 217.8     |                                                         | 아키타현   | 유리혼조시     | 유리혼조시 |
| 니시메              | 西目         | 8.4       | 223.1     |                                                         | 아키타현   | 유리혼조시     | 유리혼조시 |
| 우고혼조            | 羽後本荘     | 5.8       | 228.9     | 유리코겐 철도 초카이산로쿠 선                           | 아키타현   | 유리혼조시     | 유리혼조시 |
| 우고이와야          | 羽後岩谷     | 7.1       | 236.0     |                                                         | 아키타현   | 유리혼조시     | 유리혼조시 |
| 오리와타리          | 折渡         | 4.7       | 240.7     |                                                         | 아키타현   | 유리혼조시     | 유리혼조시 |
| 우고카메다          | 羽後亀田     | 3.0       | 243.7     |                                                         | 아키타현   | 유리혼조시     | 유리혼조시 |
| 후타고 신호장       | 二古信号場   | -         | 248.3     |                                                         | 아키타현   | 유리혼조시     | 유리혼조시 |
| 이와키미나토        | 岩城みなと   | 6.5       | 250.2     |                                                         | 아키타현   | 유리혼조시     | 유리혼조시 |
| 미치카와            | 道川         | 1.6       | 251.8     |                                                         | 아키타현   | 유리혼조시     | 유리혼조시 |
| 시모하마            | 下浜         | 6.6       | 258.4     |                                                         | 아키타현   | 아키타시       | 아키타시   |
| 가쓰라네            | 桂根         | 3.3       | 261.7     |                                                         | 아키타현   | 아키타시       | 아키타시   |
| 아라야              | 新屋         | 4.0       | 265.7     |                                                         | 아키타현   | 아키타시       | 아키타시   |
| 우고우시지마        | 羽後牛島     | 3.3       | 269.0     |                                                         | 아키타현   | 아키타시       | 아키타시   |
| 아키타              | 秋田         | 2.7       | 271.7     | 동일본 여객철도 아키타 신칸센 · 오우 본선 · 오가 선     | 아키타현   | 아키타시       | 아키타시   |

## 화물 지선
- 전 노선 야마가타현 사카타시에 소재.

| 역 이름  | 일본어 이름 | 역간 거리 (km) | 영업 거리 (km) | 접속 노선                          |
| -------- | ----------- | -------------- | -------------- | ---------------------------------- |
| 사카타   | 酒田        | -              | 0.0            | 동일본 여객철도 우에쓰 본선 (지선) |
| 사카타코 | 酒田港      | 2.7            | 2.7            |                                    |